# Johann Jakob Hess

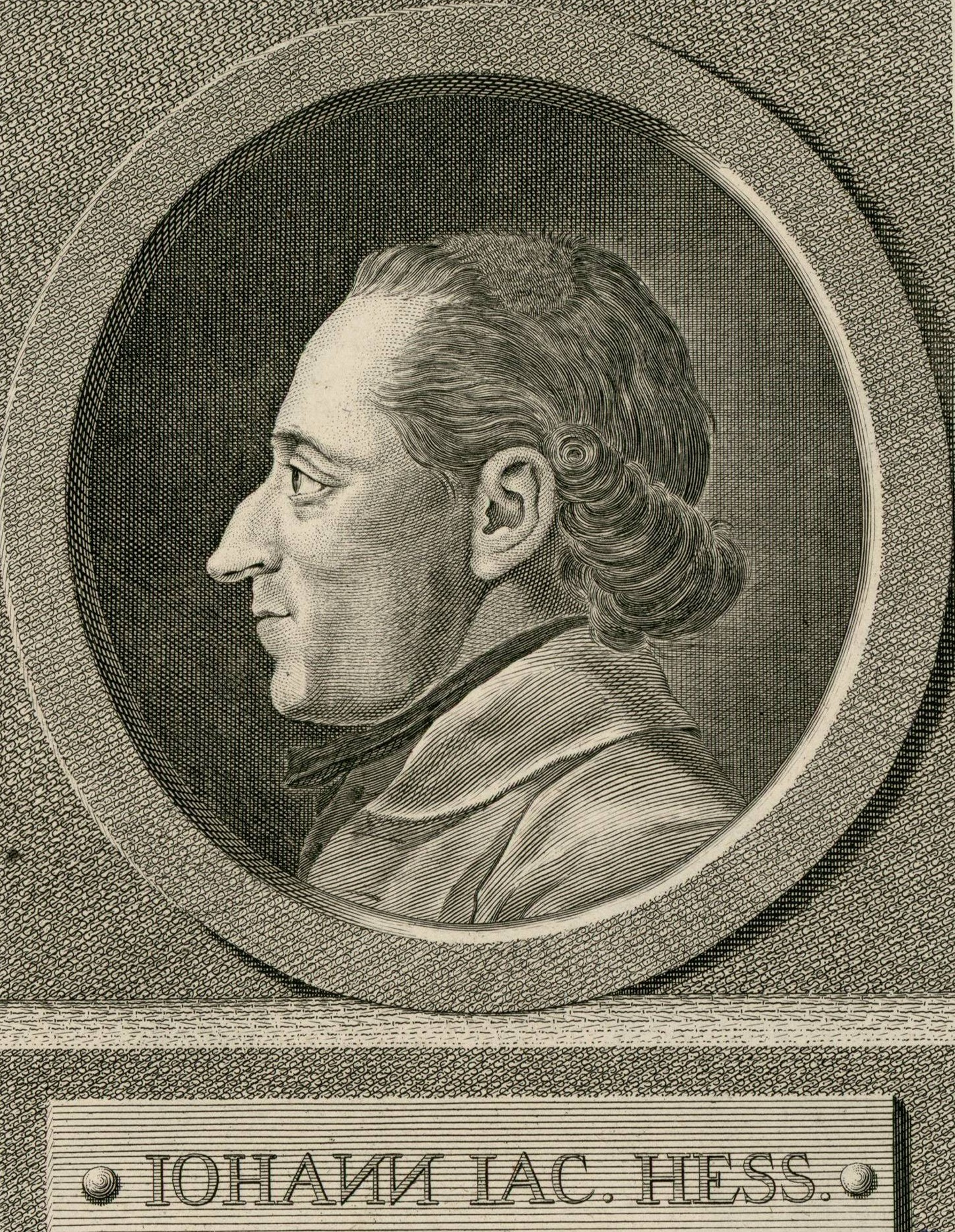
Johann Jakob Hess, en 1775

Johann Jakob Hess (1741 - 1828) fue un filósofo alemán de la etapa del primer racionalismo, que contribuyó al movimiento de la Antigua búsqueda del Jesús histórico.
Escribió una Vida de Jesús en 1774.

## Otras obras
- Meine Bibel. Ein Gesang. Freunden d. Bibelanstalten gewiedmet von Johann Jakob Heß. 2.ª ed. Zúrich: Orell, Füßli u. Co., 1821

## Literatura
- Georg Gessner. Blicke auf das Leben und Wesen des verewigten Johann Jakob Hess, Antistes der Kirche Zürich. Bey Orell, Füßli und Compagnie, Zürich 1829

- Heinrich Escher. Joh. Jak. Hess., Skizze seines Lebens und seiner Ansichten mit einem Auszuge aus seiner ungedruckten Auslegung der Apokalypse. Zürich 1837

- Friedhelm Ackva. Johann Jakob Heß (1741 - 1828) und seine Biblische Geschichte. Leben, Werk und Wirkung des Zürcher Antistes. Lang, Bern [u.a.] 1992, ISBN 3-261-04588-4
- El contenido de este artículo incorpora material de una entrada de la Enciclopedia Libre Universal, publicada en español bajo la licencia Creative Commons Compartir-Igual 3.0.